# Миллион роз (альбом, 1983)
«Миллион роз» (яп. 百万本のバラ Хякумамбон но Бара) — второй японский альбом Аллы Пугачевой (первый — «Alla Pugacheva» — был выпущен в 1978 году). Представляет собой сборник лучших песен периода 1980—1982 годов, записанных в основном для двойного альбома «Как тревожен этот путь» (кроме студийной версии песни «Вот так случилось, мама», записанной в 1978 году и появившейся в альбоме 1980 года «Поднимись над суетой!»). В 1988 году альбом был переиздан на CD-диске. Этот CD стал первым цифровым носителем в дискографии певицы.

## Список композиций
| №  | Название                                           | Текст песни     | Музыка      | Длительность |
| -- | -------------------------------------------------- | --------------- | ----------- | ------------ |
| 1. | «百万本のバラ» («Миллион роз»)                     | А. Вознесенский | Р. Паулс    | 5:29         |
| 2. | «もう嫉妬はしない» («Я больше не ревную»)          | О. Мандельштам  | А. Пугачёва | 5:12         |
| 3. | «当直のエンジェル» («Дежурный ангел»)              | И. Резник       | А. Пугачёва | 4:31         |
| 4. | «階段» («Лестница»)                                | И. Резник       | А. Пугачёва | 3:50         |
| 5. | «遅かった» («Поздно» — дуэт с Валерием Леонтьевым) | И. Резник       | А. Пугачёва | 4:22         |

| №   | Название                                                        | Текст песни  | Музыка      | Длительность |
| --- | --------------------------------------------------------------- | ------------ | ----------- | ------------ |
| 6.  | «この道は何て不安なのでしょう» («Как тревожен этот путь»)       | И. Резник    | А. Пугачёва | 4:53         |
| 7.  | «女綱渡り師» («Канатоходка»)                                    | И. Резник    | А. Пугачёва | 5:53         |
| 8.  | «…ということになっちゃったの、ママ» («Вот так случилось, мама») | О. Милявский | А. Пугачёва | 3:39         |
| 9.  | «私がおばあちゃんになる時» («Когда я буду бабушкой»)            | М. Цветаева  | А. Пугачёва | 3:02         |
| 10. | «想い出の古時計» («Старинные часы»)                             | И. Резник    | Р. Паулс    | 4:40         |

## Интересные факты
- В названии альбома на обложке имеется опечатка — вместо слова «Миллион» написано «Миллиои».